# 8575 Seishitakeuchi
8575 Seishitakeuchi eller 1996 VL8 är en asteroid i huvudbältet som upptäcktes den 7 november 1996 av de båda japanska astronomerna Kazuro Watanabe och Kin Endate vid Kitami-observatoriet. Den är uppkallad efter amatörastronomen Seishi Takeuchi.